# حور غدي الساق
حور غدي الساق (الاسم العلمي:Populus adenopoda) هو نوع من النباتات يتبع جنس الحور من الفصيلة الصفصافية.